# Comma Johanneum
Comma Johanneum este o locuțiune din limba latină interpolată (adăugată) în Prima epistolă a lui Ioan. Ea a devenit un vârf al dezbaterilor, cu privire la Trinitate la începutul Epocii Moderne, în special la protestanți și la catolici.
Ea este o falsificare a manuscriselor grecești ale Bibliei, falsificare care a fost impusă printr-un manuscris grecesc menit să-l facă pe Erasmus din Rotterdam să includă dogma Treimii în ediția tipărită a Noului Testament în greaca veche.

## Conținut și semnificație
Comma Johanneum este o frază scurtă, prezentă în majoritatea traducerilor primei epistole a lui Ioan și publicată începând cu secolul al VII-lea în manuscrisele latine precum Codex Legionensis și Frisingensia Fragmenta, respectiv cu secolul al IX-lea în cazul Codexurilor Cavensis, Ulmensis și Complutensis, acesta din urma apărând în anul 927 d.Hr., iar în cazul manuscriselor grecești din 1520 în Codex Montfortianus, datorită folosirii cu precădere a celei de-a treia ediții a Textus Receptus (TR) ca singură sursă de traducere. În versiuni care conțin această frază, cum ar fi Biblia ortodoxă, I Ioan 5:7-8 este scris așa (Comma fiind redată uneori cu emfază):
„I Ioan 5:7:

Căci Trei sunt care mărturisesc în cer: Tatăl, Cuvântul și Sfântul Duh, și Aceștia trei Una sunt.

I Ioan 5:8:
Și trei sunt care mărturisesc pe pământ: Duhul și apa și sângele, și aceștia trei mărturisesc la fel.”
Pasajul care rezultă e o referire explicită la Sfânta Treime (doctrina potrivit căreia  Tatăl, Fiul și Duhul Sfânt sunt un singur Dumnezeu) și, pentru acest motiv, unii creștini nu sunt de acord cu eliminarea Commei din traducerile moderne ale Bibliei. Totuși, unele traduceri recente precum the New International Version (NIV), the New American Standard Bible (NASB), the English Standard Version (ESV), the New Revised Standard Version (NRSV) fie au eliminat această frază, fie o plasează în note de subsol, deoarece nu apare în copii mai vechi ale epistolei și nu e citată de părinții Bisericii primare, care ar fi avut multe motive să o citeze în dezbaterile lor trinitariene (de exemplu, împotriva arienilor). Majoritatea cultelor creștine sunt de acord, astăzi, că doctrina teologică din Comma este adevărată, dar textul Commei nu este o parte originală din Epistola lui Ioan, ea fiind o corupere latină apărută în anumite copii ulterioare ale manuscriselor grecești ale Bibliei.

## Apariție
Fraza a apărut mai întâi ca o adăugire la Vulgata, o traducere ecleziastică a Bibliei în limba latină și a pătruns în tradiția manuscriselor grecești în secolul al XV-lea d.Hr. Ea nu apare în cele mai vechi manuscrise latine și pare să fi fost la origine o glosă (notă pe marginea manuscrisului) ce datează din jurul secolului al IV-lea d.Hr. Unii copiști au încorporat această notă în textul principal de-a lungul Evului Mediu.
Primul manuscris grecesc al Noului Testament care conține Comma datează din secolul al XV-lea. Comma este absentă din traducerile Noului Testament grecesc în limbile etiopiană, aramaică, siriacă, slavonă bisericească, armeană clasică, georgiană veche și arabă. Ea apare în unele traduceri în limba engleză ale Bibliei ca urmare a includerii ei în primul manuscris tipărit al Noului Testament, Nouum instrumentum omne al lui Erasmus, care a adăugat-o în textul său în 1522.
Comma nu apare în manuscrise grecești dinaintea lui Erasmus, Erasmus incluzând-o în textul Noului Testament pentru a nu fi trecut în Registrul de cărți catalogate ca eretice al Bisericii Catolice, deși (conform opiniei majoritare) știa că adăugirea nu face parte din Noul Testament. Manuscrisul Codex Montfortianus, numit de Erasmus Codex Britannicus, este primul manuscris grec care conținea Comma sub forma unei note de subsol. Din perspectivă textologică este evident că manuscrisul Codex Britannicus (care conținea Comma în grecește) a fost un fals executat la comandă și însuși Erasmus îl suspecta de a fi latinizat conform Vulgatei. De Jonge se abate de la opinia majoritară, afirmând că Erasmus s-a temut într-adevăr că va fi acuzat de erezie și avea o teorie că manuscrisele grecești au fost modificate conform Vulgatei, însă nu există niciun indiciu că Erasmus și-ar fi dat seama că acest Codex Britannicus a fost scris special pentru a-l face să includă Comma în ediția grecească a Noului Testament. De Jonge afirmă că ideea că Erasmus ar fi fost obligat de un pariu să includă Comma se datorește unei înțelegeri greșite a scrierilor sale, el dorind doar să se apere de acuzația de indolență și nu să facă un pariu.
Deși scopul lui Erasmus era să dovedească soliditatea traducerii sale latine a Bibliei și nu neapărat să ofere o ediție grecească a Noului Testament, textul său grecesc a fost preluat în mod aproape lipsit de orice simț critic în Textus Receptus, ediție a Noului Testament care suferea de aceleași defecte ca și textul grecesc al lui Erasmus: bazat pe manuscrise puține și de proastă calitate. Asta face ca toate traducerile Bibliei bazate pe Textus Receptus să conțină Comma Johanneum. Unele traduceri contemporane ale Bibliei în engleză nu mai conțin Comma, deoarece sunt bazate pe manuscrise de calitate ale Bibliei, dar altele o păstrează. De exemplu, New International Version nu traduce Comma, ci doar adaugă o notă de subsol că Vulgata conține un anume text, care nu se regăsește în manuscrisele grecești ale Bibliei dinaintea secolului al XIV-lea, în schimb versiunea New King James, bazată pe traducerea recentă a lui Textus Receptus, păstrează Comma.
Minusculul 629 (în numerotarea Gregory-Aland) conține Comma în greacă, manuscrisul fiind bilingv (greco-latin). El a fost datat paleografic ca fiind scris în secolul al XIV-lea. Există manuscrise anterioare care cuprind Comma (88, 221, 429 și 636), dar nu în text, ci ca notă laterală, notele fiind adăugate în secolele al XV-lea - al XVI-lea.
Noua Traducere în Limba Română (Biblica, Inc. 2006) nu conține referirea la Sfânta Treime, dar redă într-o notă de subsol ce apare în manuscrisele târzii ale Vulgatei.